# Муртаза Низам-шах II
Муртаза Низам-шах II (ок. 1580—1610) — султан Ахмаднагара из династии Низам-шахов (1600—1610). Его правление было номинальным, а фактическим правителем султаната являлся крупный ахмаднагарский военачальник и регент Малик Амбар.

## Биография
Родился около 1580 года. Первоначально получил при рождении имя Али. Сын принца Шаха Али, младшего брата Бархана Низам-шаха I, султана Ахмаднагара (1509—1553). Его матерью была Биби Мариам, дочь Юсуфа Адил-шаха, первого султана Биджапура из династии Адил-шахов.
В 1600 году после гибели регентши Чанд Биби Ахмаднагар, столица султаната, была взят штурмом могольскими войсками и разграблен. Бывший султан Бахадур Низам-шах (1596—1600) был взят в плен и заключен в тюрьму по приказу могольского падишаха Акбара. Крупный ахмаднагарский военачальник Малик Амбар решил использовать этот вакуум власти для укрепления своих собственных позиций . Зная о своих ограниченных ресурсах в то время, он стал искать члена правящей династии Низам-шахов, чтобы использовать его в качестве объединяющего символа среди населения султаната. Несмотря на то, что все султанские дети были взяты в плен моголами, Малик Амбар нашел 20-летнего Али, проживавшего в Паранде. Хотя отец Али, Шах Али, все еще был жив в это время, в возрасте 80 лет, он не рассматривался как потенциальный претендент на султанский престол.
Малик Амбар обратился к султану Биджапура Ибрагиму Адил-шаху II (1580—1627), у которого принц Али нашел убежище в Биджапуре, с просьбой разрешить ему принять корону. Однако Шах Али колебался дать своё собственное одобрение на это предложение, не доверяя обещаниям Малика Амбара о безопасности для своего сына. Чтобы внушить доверие старому принцу, Малик Амбар предложил отдать свою дочь замуж за принца Али. Шах Али согласился, и молодой принц женился на дочери Малика Амбара, прежде он был объявлен новым ахмаднагарский султаном под именем Муртазы Низам-шаха II.
Малик Амбар, согласно своему новому официальному положению первого министра и регента, сделал Паранду новой столицей султаната и сделал многое для восстановления стабильности в султанате. Однако с годами султан стал раздражаться регентством Малика Амбара. Когда между Империей Великих Моголов и Ахмаднагаром было заключено перемирие, Муртаза Низам-шах был оскорблен таким развитием событий. Он поддержал соперника Малика Амбара, Раджу Даккани, что привело к длительной войне между двумя претендентами на регентство.
Муртаза Низам-шах продолжал интриговать и формировать фракции против Малика Амбара, провоцируя ряд восстаний против него. Малик Амбар был разочарован двуличием султана и обратился за советом к биджапурскому султану Ибрагиму Адил-шаху II, который не одобрил свержение Муртазы. Ибрагим Адил-шах стал посредником между Муртазой Низам-шахом и Маликом Амбаром и на некоторое время восстановил отношения между ними. Однако в 1610 году произошла еще одна, более серьезная ссора, когда персиянка, первая жена Муртазы, оказалась втянутой в словесную перепалку с дочерью Малика Амбара. Первая назвала вторую жену Муртазы рабыней султана, а самого регента — мятежником. Дочь Малика Амбара пожаловалась своему отцу, который приказал отравить султану Муртазу Низам-шаха и его первую жену.
Пятилетний сын Муртазы, который был либо его ребенком от персидской жены, либо от дочери Малика Амбера, впоследствии был возведен на султанский трон под именем Бурхан Низам-шах III (1610—1631).